# Mysida
Mysida Boas, 1883 è un ordine di crostacei simili a gamberetti appartenenti alla classe Malacostraca. In inglese sono noti anche come "Opossum shrimps" per via della presenza di una sacca di covata o "marsupio" nelle femmine. Caratteristica dell'ordine è il fatto che le larve sono allevate in questa sacca e non nuotano liberamente. La testa porta un paio di grandi occhi seguiti da due paia di antenne. Il torace è costituito da otto segmenti ciascuno recante arti ramificati, il tutto nascosto sotto un carapace protettivo e l'addome ha sei segmenti con ulteriori piccoli arti.
I Mysida si trovano in tutto il mondo in acque marine sia basse che profonde dove possono essere bentonici o pelagici, ma sono importanti anche in alcuni ecosistemi di acqua dolce e salmastra. Molte specie bentoniche effettuano migrazioni verticali quotidiane nelle parti più alte della colonna d'acqua. I Mysidi sono filtratori onnivori che si nutrono di alghe, detrito e zooplancton. Alcuni vengono allevati in laboratorio a scopo sperimentale e vengono utilizzati come fonte di cibo in acquariofilia. Sono sensibili all'inquinamento idrico, perciò, vengono talvolta utilizzati come bioindicatori per monitorare la qualità dell'acqua.

## Descrizione
La testa reca due paia di antenne e un paio di grandi occhi. La testa e il primo segmento (o talvolta i primi tre segmenti) del torace sono fusi per formare il cefalotorace. Gli otto segmenti toracici sono coperti dal carapace che è attaccato solo ai primi tre. I primi due segmenti toracici portano massillipedi che vengono utilizzati per filtrare il plancton e il particolato organico dall'acqua. Le altre sei paia di appendici toraciche sono arti biramosi (ramificati) noti come pereiopodi e sono usati per nuotare, così come per diffondere l'acqua verso i massilipedi per l'alimentazione. A differenza dei veri gamberetti (Caridea), le femmine hanno un marsupio sotto il torace. Questa sacca di covata è racchiusa dalle oostegiti grandi e flessibili, lembi ispidi che si estendono dai segmenti basali dei pereiopodi e che formano il pavimento di una camera coperta dallo sterno dell'animale. Questa camera è dove le uova vengono covate, lo sviluppo è diretto nella maggior parte dei casi.
L'addome ha sei segmenti, i primi cinque dei quali portano pleopodi, sebbene questi possano essere assenti o vestigiali nelle femmine. Il quarto pleopode è più lungo degli altri nei maschi e ha una funzione riproduttiva specializzata.
La maggior parte delle specie è lunga 5–25 mm e il colore varia dal pallido e trasparente all'arancio brillante o al marrone. Differiscono dalle altre specie all'interno del superordine Peracarida per la presenza di statocisti sui loro uropodi (situati sull'ultimo segmento addominale). Questi aiutano l'animale ad orientarsi nell'acqua e sono chiaramente visti come vescicole circolari: insieme alla sacca le statocisti sono spesso utilizzate come caratteristiche che distinguono i Mysida da altri organismi simili ai gamberetti.

## Biologia
Alcune specie sono bentoniche e altre pelagiche ma la maggior parte si trova vicino al fondo strisciando o scavando nel fango o nella sabbia. La maggior parte delle specie marine sono bentoniche di giorno ma di notte lasciano il fondale marino per diventare planctoniche compiendo migrazioni verticali nella colonna d'acqua. La locomozione avviene principalmente nuotando con i pleopodi. Alcuni mysidi vivono tra alghe e fanerogame, alcuni sono solitari mentre molti formano densi sciami. I Mysida costituiscono una parte importante della dieta di pesci come le sogliole. In generale, vivono liberi, ma alcune specie, soprattutto nella sottofamiglia Heteromysinae, sono commensali e sono associate ad anemoni di mare e paguri. Diversi taxa sono stati descritti anche in diversi habitat e grotte di acqua dolce. Mysis relicta e i suoi parenti stretti abitano laghi freddi e profondi e hanno un ciclo diurno di migrazioni verticali. La maggior parte dei Mysida sono onnivori, si nutrono di alghe, detriti e zooplancton. Anche il saprofitismo e il cannibalismo sono comuni, con gli adulti che a volte predano i loro piccoli una volta che emergono dal marsupio. I pelagici e la maggior parte delle altre specie sono filtratori, si nutrono creando una corrente di alimentazione con gli esopodi dei loro massillipedi. Questo diffonde le particelle di cibo in una scanalatura alimentare ventrale lungo la quale vengono fatte passare prima di essere filtrate dalle setole sulle seconde mascelle. Le prede planctoniche più grandi possono essere catturate in una trappola composta dagli endopodi delle appendici toraciche. Alcune specie bentoniche, in particolare membri della sottofamiglia Erythropinae, sono state osservate nutrirsi di piccole particelle che hanno raccolto pulendo le superfici dei loro corpi e delle loro gambe.
I singoli esemplari sono maschi o femmine e la fecondazione è esterna. Le gonadi sono nel torace e sono di forma tubolare. I maschi hanno due gonopori nell'ottavo segmento toracico e un paio di peni lunghi. I gonopori femminili si trovano nel sesto segmento toracico e le oostegiti sono attaccate dal primo al settimo paio di pereiopodi per formare una sacca di covata. L'accoppiamento di solito avviene di notte e dura solo pochi minuti. Durante il processo, il maschio inserisce i suoi peni nel marsupio e rilascia lo sperma. Questo stimola la femmina e le uova vengono solitamente rilasciate nel marsupio entro un'ora. Qui vengono fecondati e trattenuti per lo sviluppo gli embrioni che, una volta sviluppati, si schiudono come adulti in miniatura. La dimensione di una covata Mysida generalmente è correlata alla lunghezza del corpo e a fattori ambientali come la densità e la disponibilità di cibo. L'età in cui i Mysida raggiungono la maturità sessuale dipende dalla temperatura dell'acqua e dalla disponibilità di cibo. Per la specie Mysidopsis bahia, normalmente è compreso tra 12 e 20 giorni. I piccoli vengono rilasciati subito dopo e, sebbene il loro numero sia generalmente basso, il breve ciclo riproduttivo degli adulti fa sì che una nuova covata possa essere prodotta ogni 4-7 giorni.

## Distribuzione e habitat
I Mysida hanno una distribuzione cosmopolita e si trovano in ambienti sia marini che d'acqua dolce, acque profonde, estuari, acque costiere poco profonde, laghi, fiumi e acque sotterranee. Sono principalmente marini e meno del 10% si trova in acqua dolce. Ci sono circa 72 specie di acqua dolce in totale che si trovano prevalentemente nei regni paleartico e neotropicale. Questi mysidi non marini esistono in quattro tipi distinti di habitat; alcuni sono specie di estuario; alcuni sono stati isolati nel bacino del Ponto-Caspio dove il genere Paramysis si è sviluppato enormemente (23 specie); alcuni sono relitti glaciali e alcuni sono relitti della Tetide sotterranei.

## Sistematica
I Mysida appartengono al superordine Peracarida, che significa "vicino ai gamberetti". Sebbene per molti aspetti i Mysida appaiano simili ad alcuni gamberetti, la caratteristica principale che li separa dal superordine Eucarida è la loro mancanza di larve che nuotano liberamente. L'ordine Mysida è vasto e attualmente comprende circa 160 generi, contenenti più di 1000 specie.
Tradizionalmente, i Mysida erano uniti ad un altro gruppo esternamente simile di crostacei pelagici, i Lophogastrida, in un ordine più ampio Mysidacea, ma questa classificazione è generalmente abbandonata al momento. Sebbene il gruppo precedente avesse un buon supporto morfologico, gli studi molecolari non confermano la monofilia di questo gruppo. In precedenza Mysida includeva altre due famiglie, Lepidomysidae e Stygiomysidae, ma queste sono state ora collocate in un ordine separato, Stygiomysida.

## Usi
Alcune specie di Mysida sono facili da coltivare su larga scala in laboratorio poiché sono altamente adattive e possono tollerare un'ampia gamma di condizioni. Nonostante la bassa fecondità, queste specie hanno un ciclo riproduttivo breve, il che significa che possono riprodursi rapidamente in gran numero. Possono essere coltivati in sistemi statici o flow-through, poiché quest'ultimo ha dimostrato di essere in grado di mantenere una densità di allevamento più elevata rispetto a un sistema statico. Nei sistemi a flusso continuo, i giovanili sono continuamente separati dalla covata adulta al fine di ridurre la mortalità dovuta al cannibalismo. I giovani di artemia (Artemia salina) (incubati per 24 ore) sono il cibo più comune nelle colture, a volte arricchiti con acidi grassi altamente insaturi per aumentare il loro valore nutritivo.
Si pensa che i Mysida coltivati forniscano una fonte di cibo ideale per molti organismi marini. Sono spesso dati in pasto a cefalopodi, larve di pesce e gamberetti d'allevamento commerciale, a causa delle loro piccole dimensioni e del basso costo. Il loro alto contenuto di proteine e grassi li rende anche una buona alternativa come mangime all'artemia quando si nutrono i giovani (specialmente quelli difficili da mantenere, come i giovani cavallucci marini) e altri piccoli animali. La loro sensibilità alla qualità dell'acqua li rende anche adatti come bioindicatori. Americamysis bahia e Americamysis almyra sono spesso usate per testare pesticidi e altre sostanze tossiche, con A. bahia trovato più sensibile durante i periodi in cui è in muta.